# أوتليا مكشوفة
أوتليا مكشوفة (الاسم العلمي:Ottelia exserta) هي نوع من النباتات يتبع جنس الأوتليا من الفصيلة الحب المائية.